# Alchemilla iranica
Alchemilla iranica é uma espécie de rosácea do gênero Alchemilla, pertencente à família Rosaceae.